# Velfjord
Der Velfjord ist ein norwegischer Fjord, der in den Kommunen Brønnøy und Vevelstad im Fylke Nordland liegt. Er ist etwa 31 km lang und reicht vom Taurmanbotnet am Ende des Langfjords bis zur Mündung in den Atlantik. Vom Fjord zweigen eine Reihe von Seitenfjorden ab, darunter der Okfjord, der Storfjord, der Lislbørja, der Storbørja, der Sørfjord, der Heggfjord und der Langfjord.
Entlang der Westufers verläuft die Fernstraße Fylkesvei 76.

## Ehemalige Gemeinde
Velfjord ist auch ein ehemaliger zu Nordland gehörender Verwaltungsbezirk, dessen administratives Zentrum Hommelstø war. Die Gemeinde entstand am 1. Oktober 1875 durch die Trennung von der Gemeinde Brønnøy und hatte damals 1162 Einwohner. Am 1. Januar 1964 wurden die Gemeinden Velfjord und Brønnøy wieder vereint. Vor dem Zusammenschluss hatte die Gemeinde Velfjord 1380 Einwohner.